# Arthur Keller
 (janvier 2023).
Arthur Keller, né le 11 mai 1975 à Bordeaux, est un ingénieur en traitement de l'information (de formation), qui est devenu consultant puis enseignant et écrivain, sur les « risques systémiques » et sur les stratégies de résilience (principalement face au changement climatique, et notamment à l'aide du storytelling).

## Biographie

### Études
Titulaire d'un Master of Science in Spacecraft Technology and Satellite Communications obtenu à l'University College London et d'un diplôme d’ingénieur en traitement de l’information de l'école ESCPE Lyon, Arthur Keller est aussi diplômé de l'Institut de relations internationales et stratégiques en gestion de programmes internationaux[réf. souhaitée].

### Activités et engagement
De 2012 à 2014, Arthur Keller a été responsable stratégie et communication Europe de Shark Angels France (aujourd'hui dénommée Shark Citizen), ONG spécialisée dans la préservation des requins.
Arthur Keller est l'auteur d’une classification des imaginaires de l’avenir (imaginaires illimitiste, soutenabiliste, découpliste et effondriste) directement inspirée du livre de Donella Meadows, Jørgen Randers et Dennis Meadows, Limits To Growth: The 30-Year Update, un outil notamment utile en prospective et fondé sur les données et principes issus de trois champs disciplinaires (analyse des processus biogéochimiques, dynamique des systèmes et storytelling ou mise en récit). Il a exposé cette approche en 2019, dans un épisode de la web-série documentaire [NEXT] en versions française, et anglaise.
Il est également un spécialiste de l’usage des récits comme leviers de transformation collective (leur nécessité et leurs vertus ainsi que leurs limites et leurs dangers).
Depuis 2020, Arthur Keller est enseignant à l'école CentraleSupélec, où il dispense un cours annuel dans le cadre du module consacré à la systémique.
Il conseille ou accompagne des agences publiques (Cerema, ADEME) en tant que consultant expert spécialiste des vulnérabilités systémiques et de la résilience territoriale.
En juillet 2021, Arthur Keller a fait partie des experts auditionnés par l’Assemblée nationale dans le cadre de la mission d’information sur la résilience nationale créée par la Conférence des présidents de l’Assemblée nationale,.
Arthur Keller est administrateur d’Adrastia, association reconnue d’intérêt général qui travaille sur l’anticipation du déclin de la civilisation thermo-industrielle.
Il forme des élus et conseille des collectivités locales dans leurs stratégies de sécurité globale des territoires face aux bouleversements en cours. Il a conçu une méthode permettant de transformer les basculements qui se profilent en opportunités de métamorphose systémique.

## Travaux

### Périmètre d'expertise et d'intervention
Après s’être spécialisé dans l’identification et la caractérisation des vulnérabilités des systèmes complexes, Arthur Keller s’intéresse au métabolisme des sociétés humaines et évalue les risques de délitement voire d’effondrements. Il développe un référentiel permettant le développement de la résilience des systèmes socio-écologiques.
Il compte également parmi les spécialistes des low-tech, en lesquelles il voit un levier d'action simultanée sur quatre enjeux :
- l'impérative transition écologique ;
- la transformation culturelle qui sous-tend la mutation systémique, rendue vitale par l'atteinte des limites planétaires ;
- l'importance de lancer des projets stimulants et de dessiner des perspectives d'innovation nouvelles pour les citoyens, les professionnels, les investisseurs, et in fine l'économie et les sociétés dans leur ensemble[17].

Son expertise englobe les questions de transition écologique, de limites et vulnérabilités des sociétés modernes, de risques systémiques, de stratégies de résilience collective, de sécurité globale des territoires, ainsi que de l’usage des récits comme leviers de transformation collective[source insuffisante].
En 2020, il signe un chapitre dans l'ouvrage collectif Collapsus, sous la direction de Laurent Testot et Laurent Aillet. Paru chez Albin Michel, le livre propose la première grande synthèse des risques d'un effondrement global de la civilisation en réunissant une quarantaine de spécialistes issus de différentes disciplines, dont Dominique Bourg, Delphine Batho, Gaël Giraud, Philippe Bihouix et Vincent Mignerot. La même année, il fait partie des dix « penseurs » des grandes dynamiques du monde dont les interviews sont compilées dans L’effondrement de l’empire humain : regards croisés, publié aux Éditions Rue de l'Échiquier, aux côtés notamment de Jean Jouzel, Nicolas Hulot, Pablo Servigne et Vincent Mignerot.
En tant que conférencier ou enseignant, il intervient :
- dans plusieurs grandes écoles, notamment Ponts ParisTech[19], Mines ParisTech[20]. ;
- devant des publics d'élus[21] ;
- dans diverses autres occasions[22].

### Prises de position
Arthur Keller refuse l’étiquette de « collapsologue », pointant l’absence de cadre méthodologique, de la collapsologie, dont il juge qu’elle ne correspond pas dans les faits à la définition posée dans le livre dont est issu le néologisme.
Sollicité par les médias tels que TF1,, Libération,, Radio France International, 20 Minutes, La dépêche ou La Montagne[réf. non conforme], Arthur Keller est amené à s’exprimer sur ses domaines d’expertise, dans la sphère des experts qui évaluent le potentiel d’effondrements et préconisent des stratégies face aux risques sociétaux.
En février 2020, Arthur Keller compte parmi les 1 000 signataires de l’appel intitulé « Face à la crise écologique, la rébellion est nécessaire ».

### Rédaction de programmes politiques
Arthur Keller a été coordinateur national de la commission Environnement et Soutenabilité du parti politique Nouvelle Donne en 2015 et 2016 et auteur principal de son programme de transition écologique. Il a ensuite été directeur de programme de Charlotte Marchandise-Franquet, candidate citoyenne à l’élection présidentielle française de 2017 après sélection au terme de la procédure organisée par LaPrimaire.org. À ce titre, Arthur Keller est l'architecte du programme de transformation sociétale de cette candidate.

## Publications
- Arthur Keller, Face au chaos : fonder des sociétés résilientes et enrayer l'anéantissement du vivant, Delachaux et Niestlé, 2021, 224 p. (ISBN 9782603027455).

### Contributions à des ouvrages collectifs
- Arthur Keller, « Des récits pour changer le monde », dans Laurent Testot et Laurent Aillet (direction), Collapsus : Changer ou disparaître ? Le vrai bilan sur notre planète, Éditions Albin Michel, 2020, 352 p. (ISBN 978-2-22644-897-2).
- Sous la direction de Manon Commaret et Pierrot Pantel, L'Effondrement de l'empire humain : Regards croisés, Paris, Rue de l’échiquier, domaine Essais, 2020, 228 p.  (ISBN 978-2-37425-240-7). Entretiens avec Isabelle Attard, Carolyn Baker, Nicolas Casaux, Yves Cochet, Nicolas Hulot, Derrick Jensen, Jean Jouzel, Arthur Keller, Vincent Mignerot et Pablo Servigne, rue de l’Échiquier.
- Basculons ! Dans un monde vi(v)able : Cahier militant », Arthur Keller (livre collectif), Actes Sud.
- Manuel d’un monde en transition(s). 101 obstacles au changement. 101 pistes d’action », sous la direction de Lucas Verhelst et préface d'Arthur Keller, l’aube.